# Rugāji
El municipi de Rugāji (en letó: Rugāju novads) és un dels 110 municipis de Letònia, que es troba localitzat a l'est del país bàltic, i que té com a capital la localitat de Rugāji. El municipi va ser creat l'any 2009 després d'una reorganització territorial.

## Ciutats i zones rurals
- Lazdukalna pagasts (zona rural)
- Rugāju pagasts (zona rural)

## Població i territori
La seva població està composta per un total de 2.679 persones (2009). La superfície del municipi té uns 512 kilòmetres quadrats, i la densitat poblacional és de 5,23 habitants per kilòmetre quadrat.